# Xinyang (socken i Kina, Hunan)
Xinyang (kinesiska: 新阳, 新阳乡) är en socken i Kina. Den ligger i provinsen Hunan, i den södra delen av landet, omkring 69 kilometer sydost om provinshuvudstaden Changsha. Antalet invånare är 21179. Befolkningen består av 10 374 kvinnor och 10 805 män. Barn under 15 år utgör 14,0 %, vuxna 15-64 år 74 %, och äldre över 65 år 10,0 %.
Genomsnittlig årsnederbörd är 1 875 millimeter. Den regnigaste månaden är maj, med i genomsnitt 330 mm nederbörd, och den torraste är oktober, med 39 mm nederbörd.